# 真田綱吉
真田 綱吉（さなだ つなよし）は、戦国時代から安土桃山時代にかけての武将。武田氏の侍大将、海野衆に名を連ねる。

## 生涯
海野氏は天文10年（1541年）の海野平の戦いにおいて当主である海野棟綱の子・幸義が戦死し、海野氏は一時断絶する。白鳥神社系「海野系図」に拠れば幸義の子息や兄弟の名を載せているが、『甲陽軍鑑』に拠れば永禄4年（1561年）に武田信玄は信濃先方衆である海野氏をはじめ仁科氏、高坂氏らを征伐し、信玄の次男・竜宝（海野信親）に海野氏を継承させた。
永禄8年（1567年）8月、信玄は武田家臣団に対して生島足島神社に起請文を提出させ（「生島足島神社文書」）、海野氏では幸貞が単独で、幸忠・信守が連名で起請文を提出し、さらに海野被官や海野衆も起請文を提出している。海野衆には海野幸光や上尾房友と並んで真田綱吉の名も見られ、全部で12人が連名して提出している。